# Mont Pelé (Vaud)
Pour les articles homonymes, voir Mont Pelé.
Le mont Pelé est un sommet du massif du Jura, situé dans le canton de Vaud en Suisse. Il culmine à 1 534 mètres d'altitude.

## Toponymie
Il tient son nom de sa nudité, de son absence de forêt à son sommet.

## Géographie
Le mont Pelé est situé au nord de Saint-Cergue et d'Arzier-Le Muids. Les vallées du Jura sont axées sud-ouest nord-est, parallèles au Plateau suisse. Le mont Pelé est situé sur une ligne de crêtes attenante au plateau. Sur son versant sud les eaux coulent dans l'arc lémanique, sur son versant nord dans l'Orbe.